# Miravalle, Tecpatán
Miravalle är en ort i Mexiko.   Den ligger i kommunen Tecpatán och delstaten Chiapas, i den sydöstra delen av landet, 600 km öster om huvudstaden Mexico City. Miravalle ligger 208 meter över havet och antalet invånare är 108. Den ligger vid sjön Presa Nezahualcoyotl.
Terrängen runt Miravalle är kuperad åt sydväst, men åt nordost är den platt. Runt Miravalle är det ganska glesbefolkat, med 40 invånare per kvadratkilometer. Närmaste större samhälle är Raudales Malpaso, 12,3 km öster om Miravalle. I omgivningarna runt Miravalle växer huvudsakligen savannskog.